# Løvehovederne (Bornholm)
Kamelhovederne er en stærkt eroderet klippeformation nedenfor Hammershus borgruinen på Bornholms nordspids.
Formationen minder om to kameler, med snuderne rettet mod land. Formationen kan ses fra både stranden og fra selve borgen.
Forfejlet er kamelhovederne ofte blevet kaldt "løvehovederne". Forfejlingen skyldes at en klippeformation til højre for "kamelhovederne" set fra land, minder om et stort løvehoved.[kilde mangler]